# Guerra anglo-espanyola (1655-1660)
La guerra anglo-espanyola de 1655-1660 va ser un conflicte bèl·lic lliurat entre la Mancomunitat d'Anglaterra sota El Protectorat d'Oliver Cromwell i la monarquia hispànica sota el regnat de Felip IV de Castella, motivat per la rivalitat comercial entre ambdós països en les Índies Occidentals.
Els privilegis d'exclusivitat que Espanya mantenia sobre el comerç i la navegació en les Índies des de l'època del seu descobriment, i els atacs als vaixells anglesos a la zona, considerats com contrabandistes per les autoritats espanyoles, van ser considerats per Anglaterra com injustos i contraris a la seva pròpia llibertat comercial.
En els enfrontaments entre ambdues parts en el transcurs de la guerra, es van destacar l'atac fallit de la flota anglesa a Hispaniola l'abril de 1655, la presa de Jamaica al mes següent i la captura o destrucció de la flota d'Índies espanyola a Cadis el 1656) i Tenerife el 1657. Aquest mateix any, Anglaterra va signar una aliança militar amb França, que també es trobava en guerra contra Espanya des de 1635, cosa que va permetre l'atac conjunt de les tropes d'ambdós països a les forces espanyoles als Països Baixos espanyols a la batalla de les Dunes de 1658, resultant en la pèrdua per part d'Espanya de Dunkerque, Mardyck, Gravelines i Ypres.
Les hostilitats van perdre força després de la mort d'Oliver Cromwell el 1658 i els conflictes interns anglesos derivats de la seva successió pel seu fill Richard Cromwell. Després de la pau hispano-francesa de 1659 i la restauració de la monarquia a Anglaterra el 1660, el nou rei anglès Carles II va signar la pau amb Espanya, fet que no va aturar les hostilitats a les Índies durant els anys següents.

## Conseqüències
El tractat de Madrid de 1667 va ser ratificar els acords comercials establerts en el tractat de Londres de 1604, trencats per les hostilitats de la guerra angloespanyola.